# Maison située 2 rue Branislava Nušića à Subotica
La maison située 2 rue Branislava Nušića à Subotica (en serbe cyrillique : Кућа у Ул. Бранислава Нушића бр. 2 у Суботици ; en serbe latin : Kuća u Ul. Branislava Nušića br. 2 u Subotici) est située à Subotica, dans la province de Voïvodine et dans le district de Bačka septentrionale, en Serbie. Elle est inscrite sur la liste des monuments culturels protégés de la République de Serbie (identifiant no SK 1795).

## Présentation
L'immeuble, situé à l'angle des rues Branislava Nušića et Cara Dušana, a été conçu en 1913 par l'architecte Pál Vadas pour la « ville libre royale » de Subotica qui voulait en faire un édifice locatif.
Cette construction rectangulaire de deux étages suit l'irrégularité de la parcelle sur laquelle elle a été construite. Sur le plan architectural, l'édifice est caractéristique du style de la Sécession viennoise dans lequel les motifs végétaux sont remplacés par des motifs plus géométriques, comme dans le style de Josef Hoffmann.
La façade de la rue Nušića possède une façade presque symétrique, de quelques éléments situés au rez-de-chaussée et dans la tour d'angle ; les ouvertures rectangulaires sont regroupées par paires : huit paires au rez-de-chaussée, six paires à l'étage. La façade de la rue Cara Dušana, conçue pour servir de façade principale, dispose de fenêtres groupées deux à deux ; dans la partie inférieure se trouvent des médaillons en bleu et rouge, représentant des oiseaux et des cygnes.